# Abington Art Center
L'Abington Art Center est un musée d'art contemporain situé dans le nord de la ville de Philadelphie en Pennsylvanie.
Il comprend également un parc qui expose des sculptures de Joy Episalla, Robert Lobe, Jeanne Jaffe, Thomas Matsuda, Brian McCutcheon, Steven Siegel, Steve Tobin, Ursula von Rydingsvard et Winifred Lutz.

## Historique
Fondé en 1939 sous le nom de « Old York Road Art Guild »,  par un groupe de femmes visionnaires qui croyaient que les bienfaits de l'enrichissement culturel pour la vie individuelle et communautaire pouvaient provenir d'une expression artistique créative, le musée est maintenant connu comme l'Abington Art Center.